# Burg Lyck

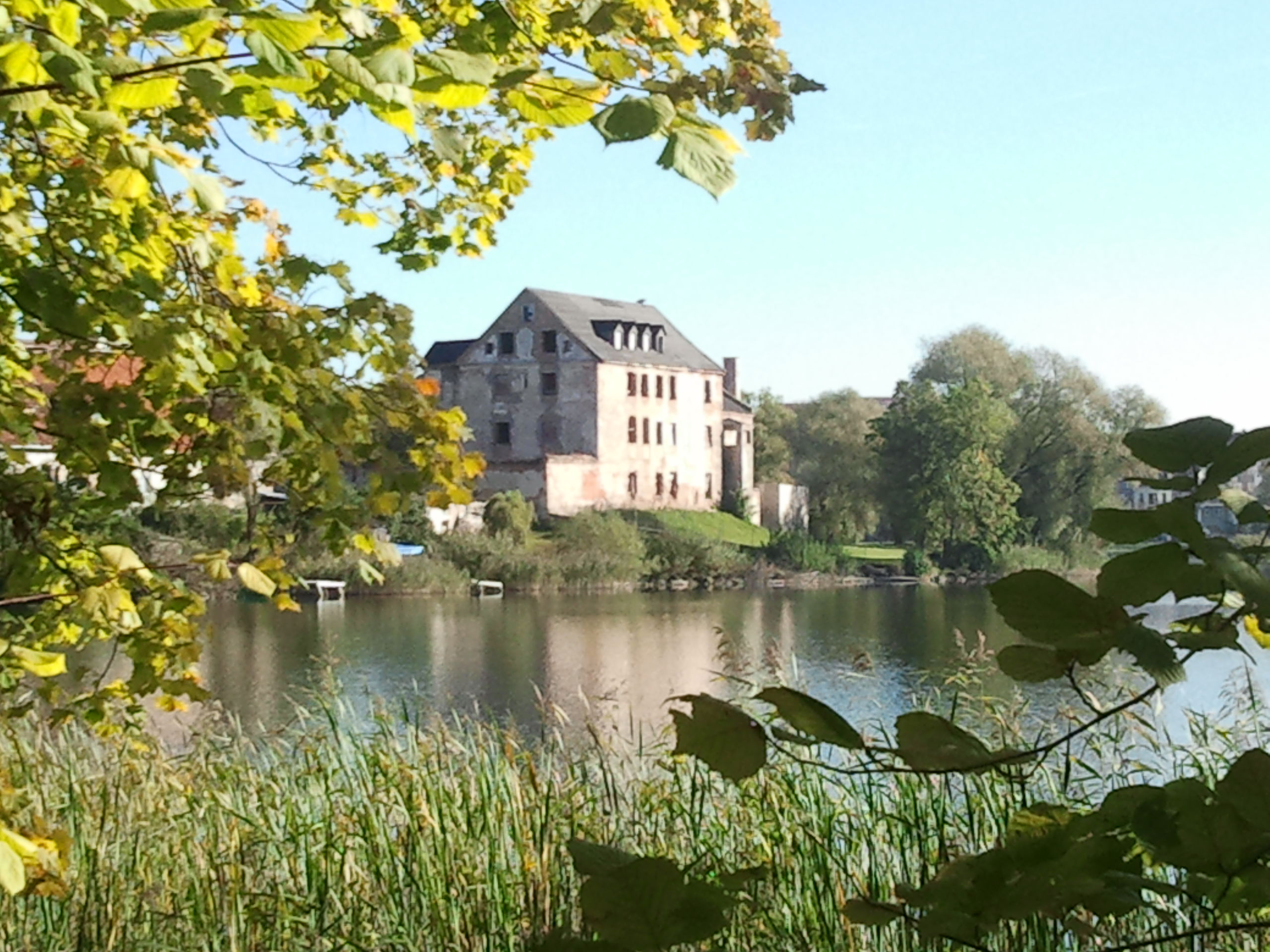
Ruine der Ordensburg Lyck

Die Burg Lyck war eine Ordensburg des Deutschen Ordens in der damals ostpreußischen Stadt Lyck, heute Ełk.

## Geschichte
Ab 1398 begann der Deutsche Orden mit dem Bau einer Burg in Lyck. Nach Zerstörungen und Umbauten dienten die Gebäude der Burg zuletzt bis 1970 als Gefängnis und sind seither in einen ruinösen Zustand geraten. Nach Verkauf an einen privaten Investor im Jahr 2010 sollten sie zu einer Hotelanlage hergerichtet werden.

## Lage

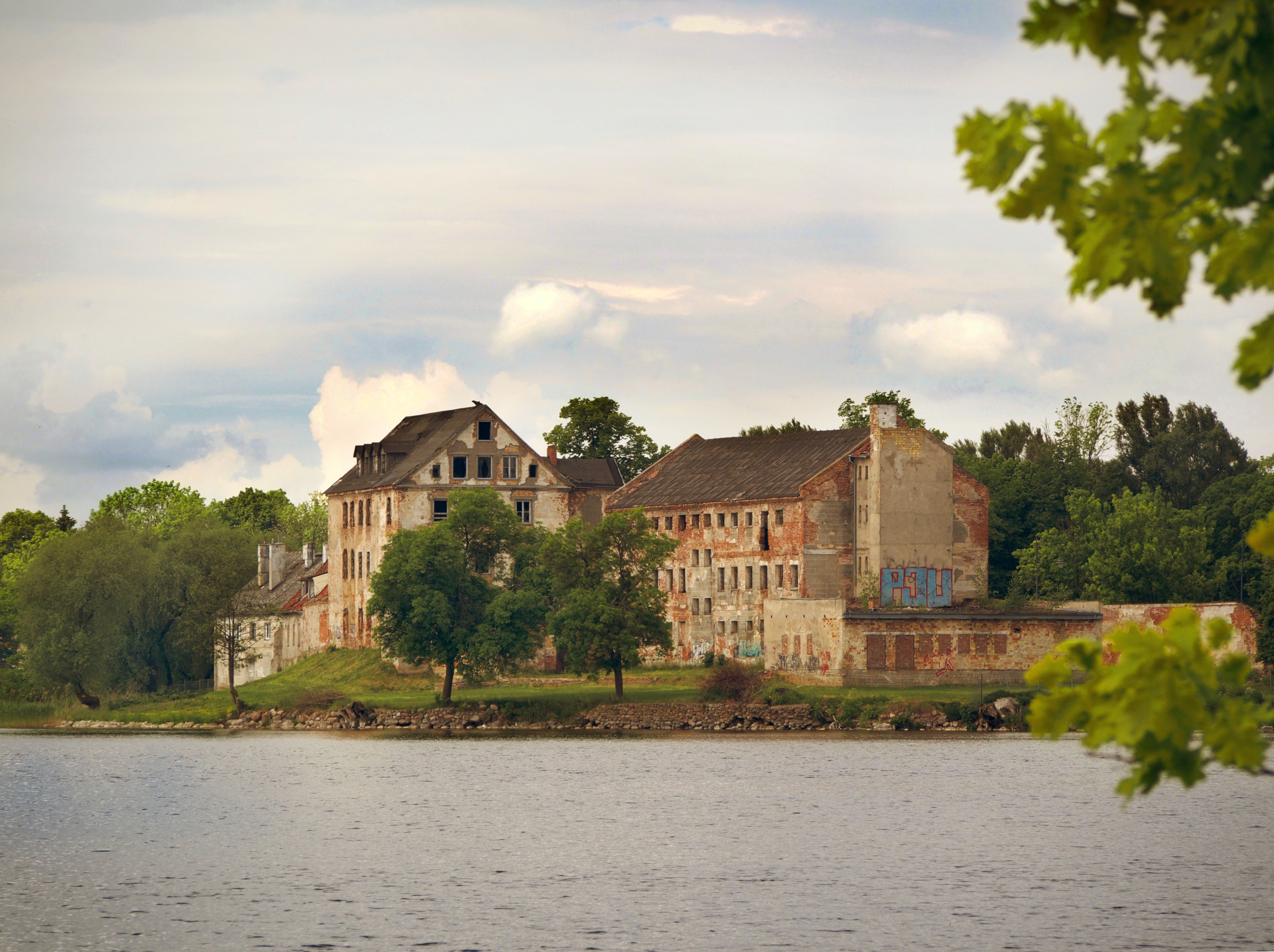
Ruine der Burg Elk im Lycker See

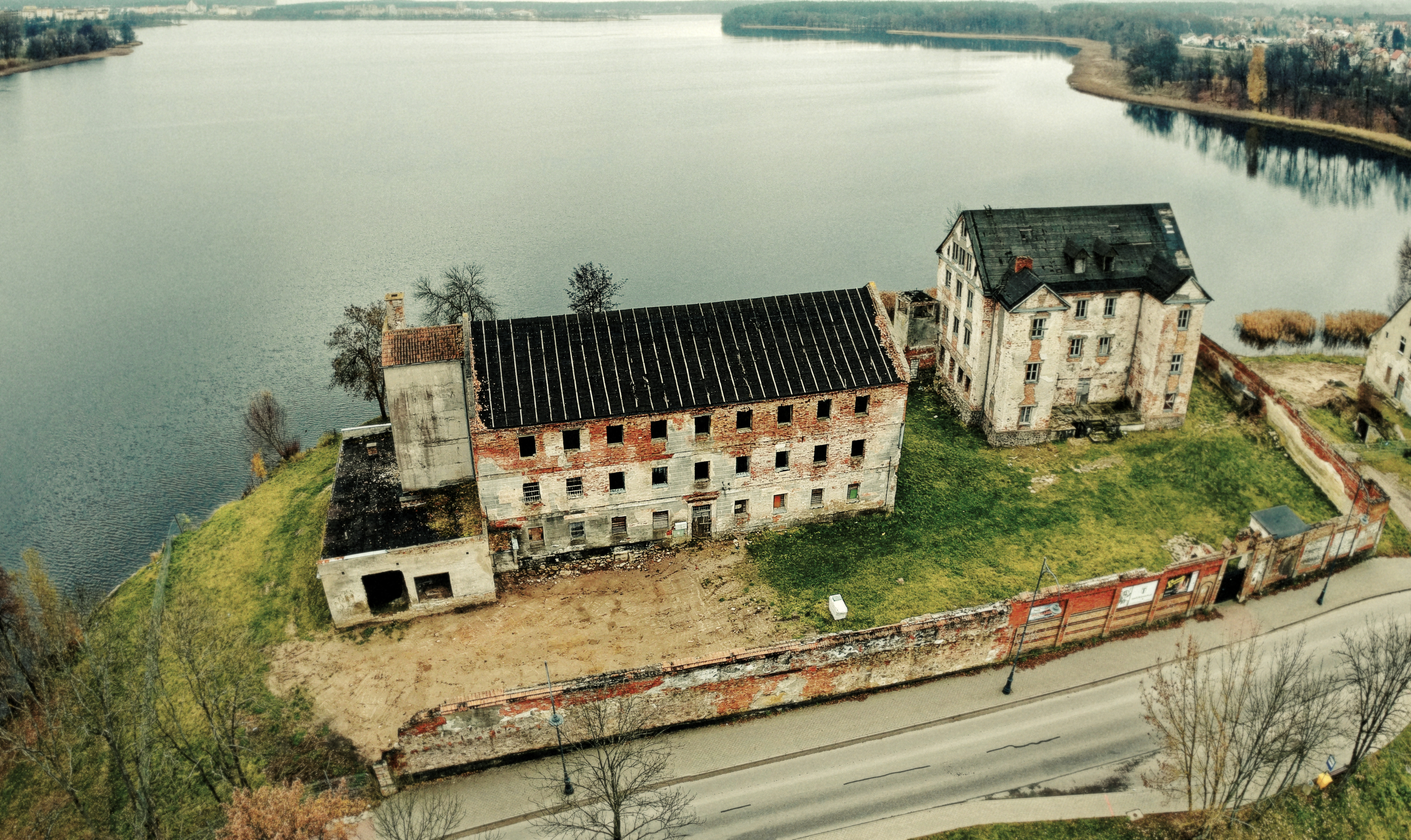
Ruine der Burg Elk, Luftaufnahme

Im Lycker See befindet sich eine Insel,  um die die heutige Stadt entstand. Heute führt eine im Jahr 1910 errichtete Brücke, die die beiden Seeufer miteinander verbindet, zur Insel, auf der man die Ruinen der Burg besichtigen kann.